# Jeffersonville (Geórgia)
Jeffersonville é uma cidade localizada no estado americano de Geórgia, no Condado de Twiggs.

## Demografia
Segundo o censo americano de 2000, a sua população era de 1209 habitantes.
Em 2006, foi estimada uma população de 1228, um aumento de 19 (1.6%).

## Geografia
De acordo com o United States Census Bureau tem uma área de 9,5 km², dos quais 9,5 km² cobertos por terra e 0,0 km² cobertos por água.

## Localidades na vizinhança
O diagrama seguinte representa as localidades num raio de 24 km ao redor de Jeffersonville.